# 深红朱砂杜鹃
深红朱砂杜鹃（学名：Rhododendron cinnabarinum var. roylei）为杜鹃花科杜鹃花属下的一个变种。

## 扩展阅读
- 維基物種上的相關：深红朱砂杜鹃